# Одеський академічний український музично-драматичний театр імені Василя Василька
Одеський академічний український музично-драматичний театр імені В. Василька — драматичний театр міста Одеси, один із провідних театрів півдня України.

## Історія

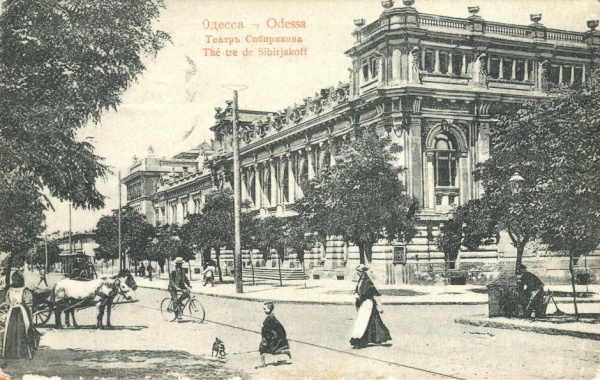
Будівля театру Сибірякова. Листівка початку ХХ століття.

Театр розміщений у будівлі перебудованій у театр із старого складу у 1902—1903 роках, яка є пам'яткою культурної спадщини України, відома як Театр Сибірякова. Будівлю театру було зведено у 1903 році як приватний театр для російської драматичної трупи на кошти антрепренера Одеського міського театру Олександра Іліодоровича Сибірякова. Відкриття театру відбулося 16 жовтня 1903 року, спектаклем за виставою Льва Толстого «Плоди просвіти»), що був присвячений його 75-річчю.
Рушіями ініціативи створення в Одесі постійного українського театру виступили представники театральної громадськості міста, до них прилучилися робітники одеських заводів і фабрик, порту, студенти, які в перших місяцях 1925 року озвучили місцевим органам влади питання про створення Одеського українського театру. На початку своєї діяльності театр носив назву Український музично-драматичний театр імені Жовтневої революції.
7 листопада 1925 спектаклем «Палії» («Полум'ярі» у перших місяцях) за п'єсою Анатолія Луначарського відкрився театральний сезон «Держдрами», у якому він заявив про себе як колектив-першовідкривач нових імен, тем та героїв. Очолив художнє керівництво театром Марк Степанович Терещенко, а на постановку першого спектаклю «Палії» запросили знаменитого не лише в УРСР українського режисера Бориса Глаголіна.
Склад трупи визначили актори: Іван Замичковський, Єлизавета Хуторна, Наталія Ужвій, Іван Ковалевський, Лідія Мацієвська, Поліна Нятко, Юрій Шумський, К. Блакитний. Постановку перших вистав театру здійснили відомі режисери: Борис Глаголін, Михайло Тінський, Володимир Вільнер, Косьянтин Бережний, Євген Коханенко, Марко Терещенко, Гнат Юра.
У 1926 році театр очолив український режисер, мистецтвознавець та педагог Василь Василько. Разом з Любов'ю Гаккебуш вони створили драматичну студію, в якій незабаром навчались Є. Пономаренко, Б. Михалевич, Юлія Розумовська, К. Ципа, Клеопатра Тимошенко, В. Добровольський та інші актори, які з часом стали широко відомими на українській сцені. Активно співпрацювали з театром композитори К. Данькевич та Ю. Губарєв, художники-сценографи А. Петрицький, Микола Маткович, М. Симашкевич. Хореографом працював Павло Вірський.

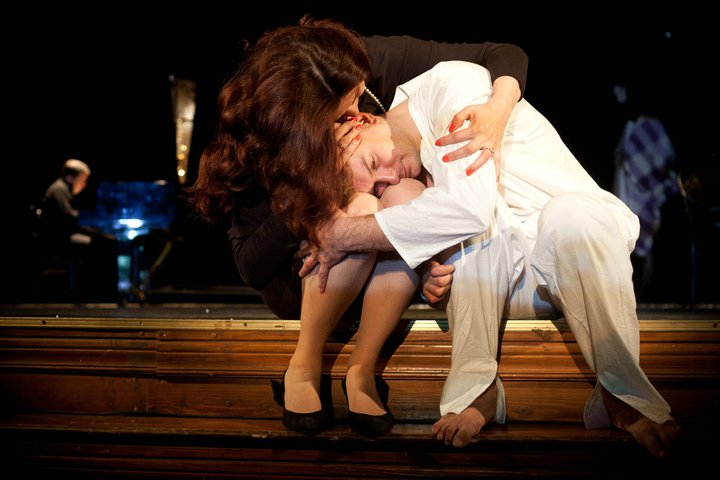
Вистава «» за постановкою Олексія Ботвінова.

Багато років диригентом був Борис Зільберглейт. Понад 40 років в театрі працював народний артист УРСР Іван Йосипович Твердохліб. Більше 30 років працювали народний артист УРСР Сльозка Микола Йосипович, народна артистка УРСР Туз Валентина Порфирівна.
В 1974—1985 роках головним режисером музично-драматичного театру був Мешкіс Броніслав Вікторович.
У 1995 році театр отримав ім'я видатного українського актора, режисера, драматурга, історика і теоретика театру, театрального педагога — народного артиста СРСР Василя Василька, який очолював колектив в різні періоди його діяльності та поставив близько 20 вистав, що увійшли до «золотого фонду» Одеської української сцени.

## Відомі актори
- Добровольський Віктор Миколайович
- Осташевський Генріх Романович
- Божек Юлій Іванович
- Кравець Іван Максимович
- Пазенко Анатолій Федорович
- Яковець Василь Васильович
- Лисенко Віктор Миколайович
- Мещерська Ганна Юхимівна
- Пелашенко Григорій
- Тимошенко Клеопатра Василівна
- Крамаренко Андрій Іванович
- Равицька Ольга Василівна
- Геращенко Ігор Борисович
- Розумовська Юлія Миколаївна